# Famaillá (departement)
Famaillá is een departement in de Argentijnse provincie Tucumán. Het departement (Spaans:  departamento) heeft een oppervlakte van 427 km² en telt 30.951 inwoners.

## Plaats in departement Famaillá
- Famaillá